# Wembley Park (métro de Londres)
Wembley Park (en anglais : Wembley Park tube station ou Wembley Park Underground Station), est une station des lignes Jubilee et Metropolitan du métro de Londres, en zone 4 Travelcard. Elle est située sur la Bridge Road, à Wembley Park, sur le territoire du borough londonien de Barnet, dans le Grand Londres.
Elle dessert notamment le Stade de Wembley.

## Situation sur le réseau
La station Wembley Park des lignes Jubilee et Metropolitan du métro de Londres est située : sur la ligne Jubilee, entre la station Kingsbury, en direction du terminus Stanmore et la station Neasden en direction du terminus Stratford ; sur la ligne Metropolitan, entre la station Preston Road, en direction de la station de bifurcation Harrow on the Hill, et la station Finchley Road en direction du terminus Aldgate. Elle dispose de quatre quais (dont deux centraux) numérotés : 1, 2-3, 4-5 et 6. Les quais 3 et 4 sont utilisés par la ligne Jubilee et les quais 1, 2, 5 et 6 sont utilisés par la ligne Metropolitan. En direction de l'ouest la station est embranchée avec cinq voies de garage.

Plans des lignes Jubilee et Metropolitan
Jubilee Line.
Metropolitan Line.svg

Plans du métro et des réseaux de Londres
Métro.
Réseaux de Londres.

## Histoire
La station Wembley Park est officiellement mise en service le 12 mai 1894. 

## Services aux voyageurs

### Accès et accueil
L'entrée principale de la station est située sur la Bridge Road, à Wembley Park.

### Desserte
La station Wembley Park est desservie par des rames : de la ligne Jubilee du métro de Londres circulant sur la relation Stanmore  - Stratford. ; de la ligne Metropolitan du métro de Londres en provenance ou à destination de : Aldgate, Amersham, Baker Street, Chesham, Uxbridge et Watford.

Installations et Desserte
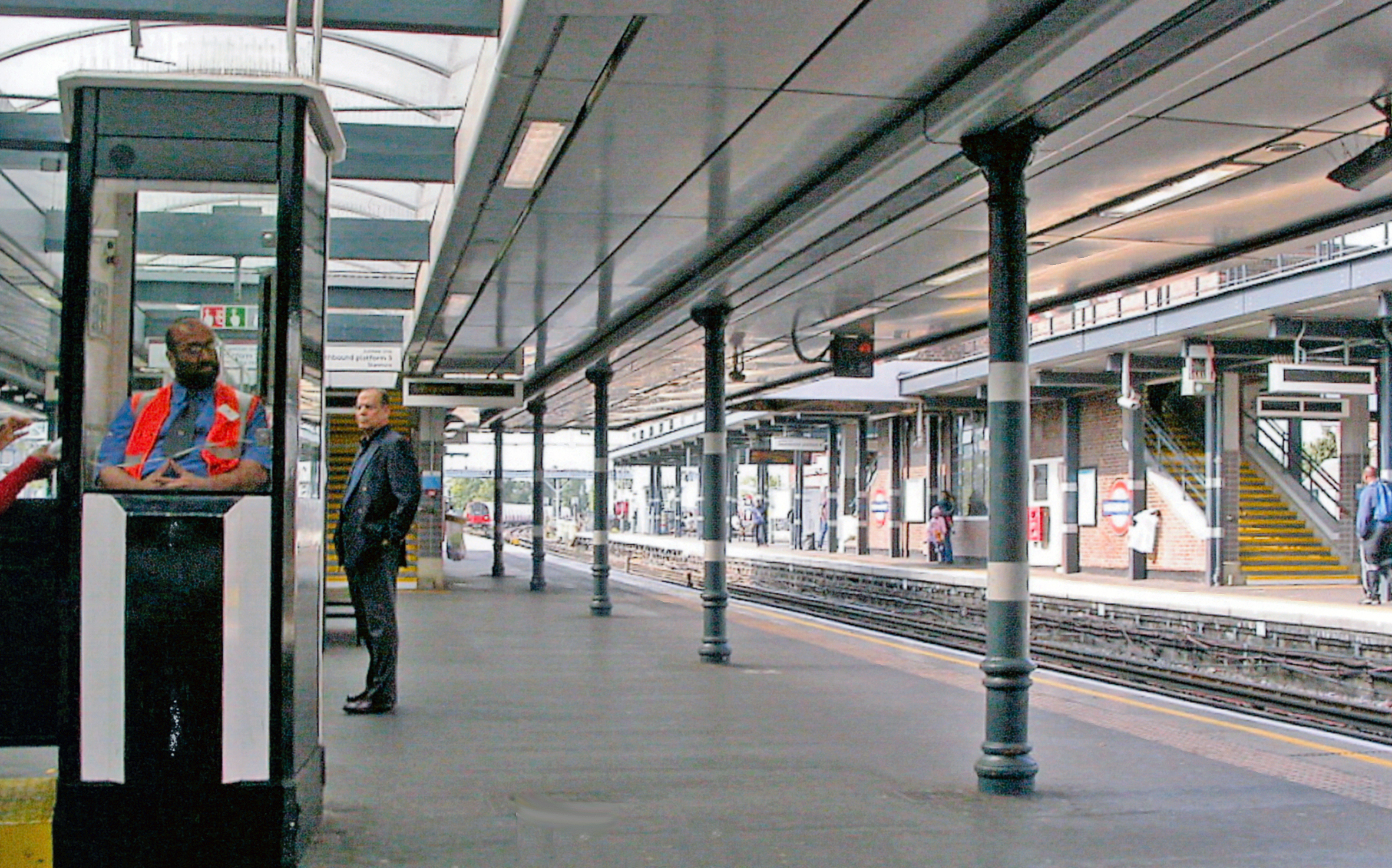
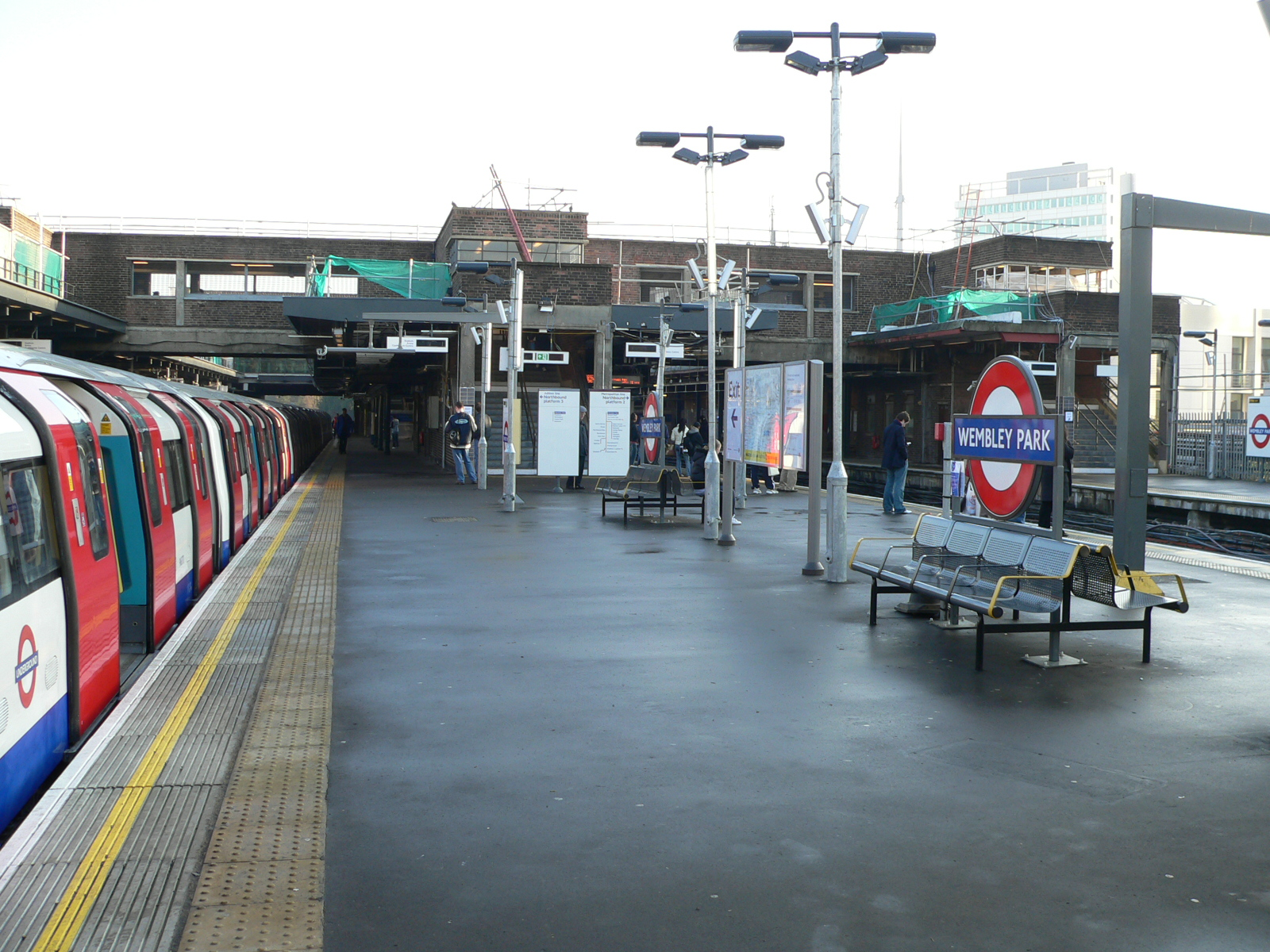
2005.
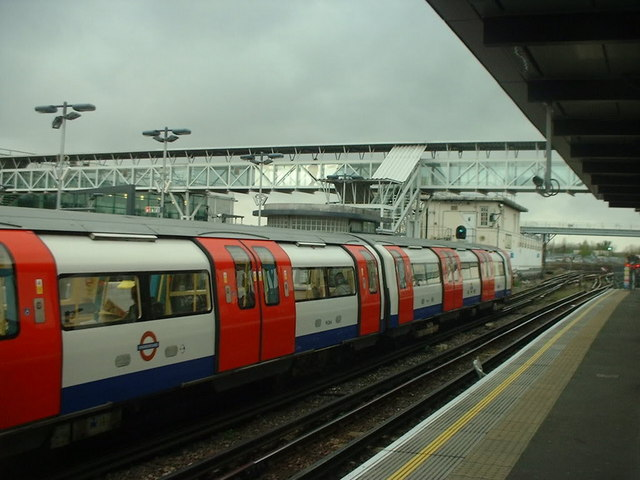
2007

### Intermodalité
Elle est desservie par des autobus de Londres des lignes 83, 182, 206, 223, 297 et N83.

## À proximité
- Wembley Park
- Stade de Wembley